# Anatelizm
Anatelizm – stanowisko teoretyczne zaproponowane przez Andrzeja L. Zachariasza w książce Poznanie teoretyczne. Jego konstytucja i status i rozwijane w dalszych jego pracach. Termin wywodzi się od greckich słów ανο (w górę) oraz τελος (cel) i jest zamiennie używany z określeniem "myślenie transgresywne" (od łac. transgressio – przekraczanie, przechodzenie, przejście).
Anatelizm jest taką odmianą sceptycyzmu (wątpi w doskonałość jakiegokolwiek wytworu ludzkiego) i filozofii kognitywnej (prawda jest jej centralną kategorią), która występuje przeciwko absolutyzacji jakiejkolwiek, historycznie ukształtowanej, postaci rozumu czy racjonalności. Błędu dotychczasowych filozofii racjonalistycznych anatelizm upatruje właśnie w uznaniu tego, co aktualne, za absolutne. W miejsce tego proponuje przekraczanie tego, co aktualnie uznawane jest za zadowalające wyjaśnianie rzeczywistości, zakładając, że możliwe są lepsze (w sensie bardziej pełne) ujęcia tej rzeczywistości.
W dziedzinie teorii poznania, a także filozofii kultury, anatelizm utożsamiany jest z relatyzmem, uznającym absolutność prawdy wyłącznie w ramach systemu w jakim została ona sformułowana.
Autor tej wypowiedzi – chodzi tu o A. L. Zachariasza – formułuje stanowisko teoretyczne, u podstaw którego pozostaje kategoria działania. Działanie jest tu pojmowane jako zasada konstytuująca poznanie teoretyczne, oraz jako moment pozwalający na przekraczanie ograniczeń człowieka. Filozofia działania, tak bowiem definiuję swoją koncepcję, jak każde autentyczne filozofowanie, jest myśleniem przekraczającym. Tę formę filozofowania określam także pojęciem anatelizmu (od grec. ano – w górę i telos – cel). W dziedzinie teorii poznania, a także filozofii kultury anatelizm jest jednoznaczny z relatyzmem. Stanowisko to oznacza absolutność prawdy w ramach systemu, w którym jest ona formułowana, oraz absolutność kultur jako pewnych całości. Uwzględniając jednak wielość systemów i wielość kultur, wskazuje na ich wzajemną wobec siebie relatywność. W ontologii jest ono jednoznaczne z tezą, iż istnienie przejawia się poprzez nieskończoność momentów swojego przejawiania się i może być przedmiotem racjonalizacji poprzez pojęciowe ich ujęcie w ramach myślenia systemowego. Inaczej mówiąc, prawda o istnieniu, jako kategoria poznania filozoficznego, jest zawsze prawdą określonego systemu myślowego.